# Шацк (Минская область)
Шацк (бел. Шацк, Шацак) — агрогородок в Пуховичском районе Минской области Беларуси. Административный центр Шацкого сельсовета. Население 667 человек (2012).

## Топоним
Название Шацк (также Шацк Белый) произошло от реки Шать — притока Птичи (Шача), которое имеет балтийское происхождение.
Согласно В. Н. Топорову и О. Н. Трубачеву, название реки Шача имеет балтское происхождение и соотносится с названием литовской реки Šatė. А. Ванагас указывает ряд литовских соответствий этому гидрониму — Šačia, Šat-upis, Šėta, Šėt-upis и др., связывая эти названия с лит. šėtoti «бушевать, буйствовать», šėtas «толстый, жирный».

## География
Расположен в 32 км на юго-запад от Марьиной Горки, в 68 км от Минска, в 28 км от железнодорожной станции Руденск, около автомобильной дороги Пуховичи — Узда — Негорелое.

## История
Поселение Шацк впервые упоминается в документах в 1492 году.
В XIX и начале XX века — еврейское местечко в котором действовали синагога и еврейский молитвенный дом.
С 1924 по 1927 года административный центр Шацкого района (упразднён в августе 1927 года) Минского округа.
Во время Великой Отечественной войны немецкие оккупанты согнали евреев поселка в гетто и вскоре всех убили.
В 2010 году деревня Шацк преобразован в агрогородок.

## Население

### Численность
- 2019 год — 568 жителей

### Динамика
- 2019 год — 568 жителей

## Экономика
- ОАО «Шацкий механический завод» (до 2014 года[6]);
- ОАО «Шацк» (сельское хозяйство)[7];
- ООО «Шацкий мастер»[8];
- ЧТПУП «Шацкая мануфактура»[9].
- ЧУП "Лесстройресурс", (изготовление изделий из древесины, фанеры и других материалов) ул. Центральная, 40А

## Культура
- Дом культуры

## Достопримечательности
- Церковь Святого пророка Илии (XIX век)
- Еврейское кладбище
- Парк при бывшей усадьбе Оскерок (заложен в XIX веке)
- Шесть памятников расстрелянным нацистами евреям — узникам гетто
- «Курган» — древняя стоянка людей, исторический памятник, охраняемый государством
- «Вечная память» — памятник воинам, погибшим во время Великой Отечественной войны

### Утраченное наследие
- Церковь Святого Пророка Ильи (XIX в.)
- Синагога
- Усадьба Оскерков (XIX в.)

## Галерея

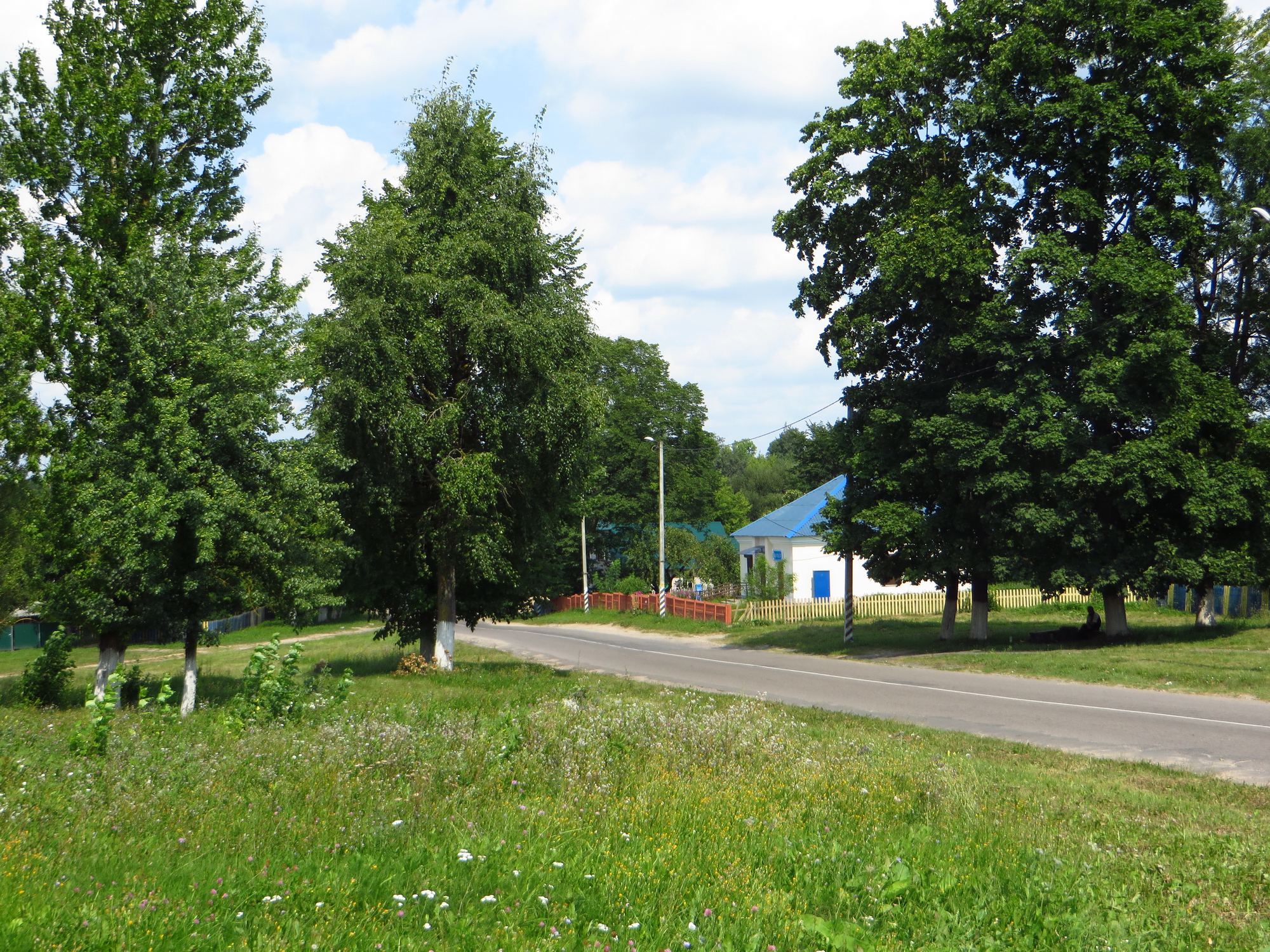
Около почты
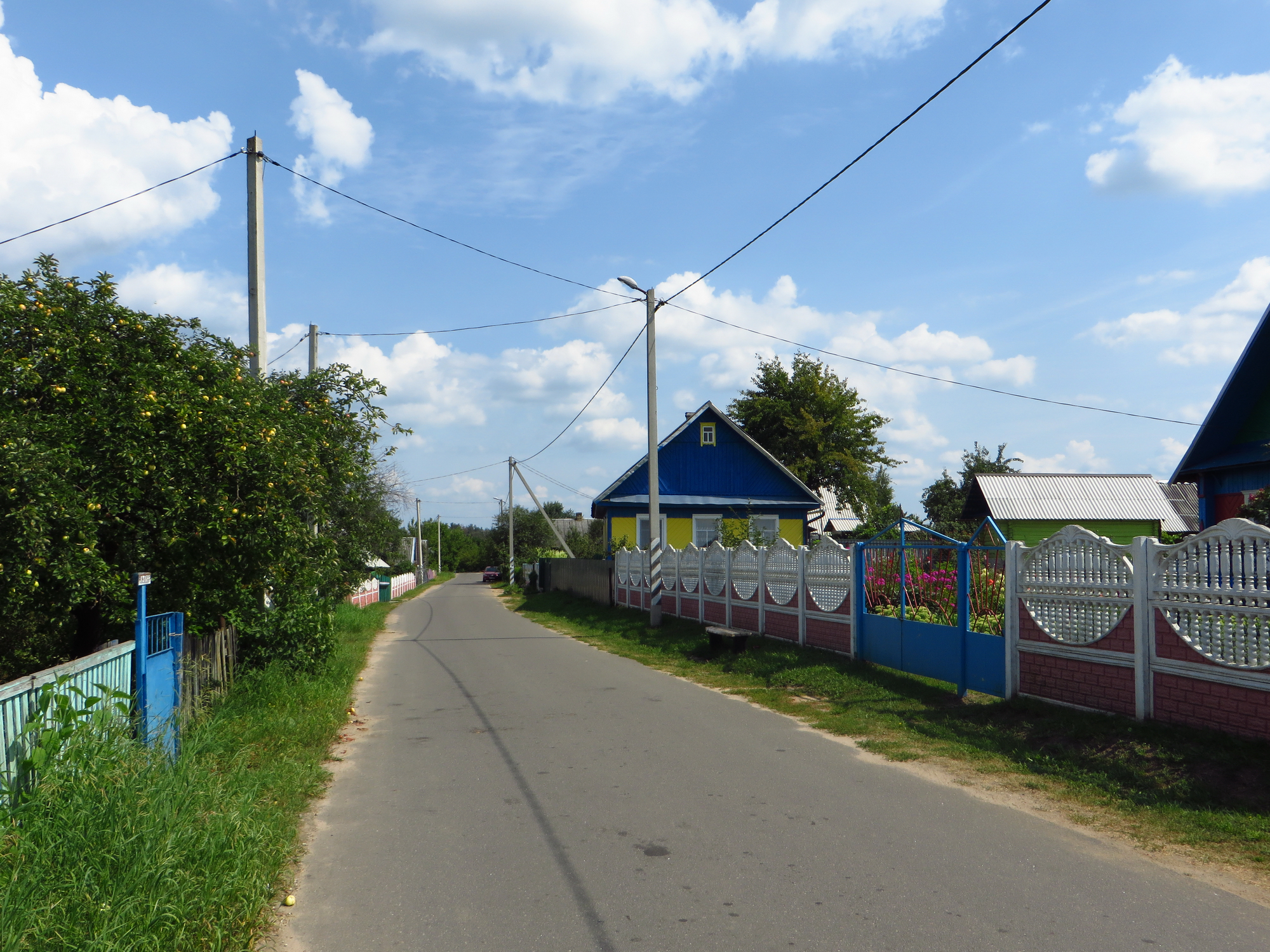
Улица
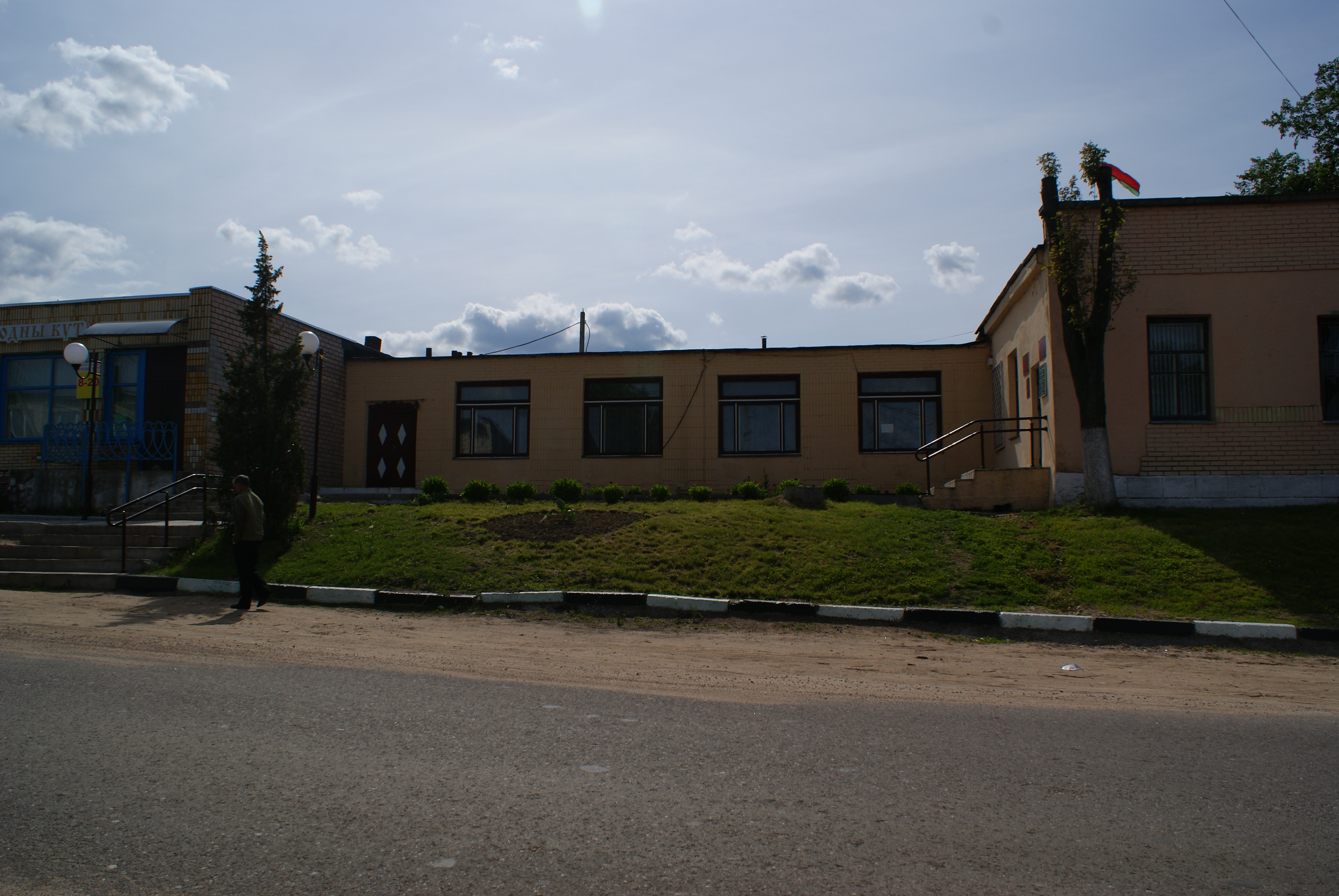
Библиотека и магазин
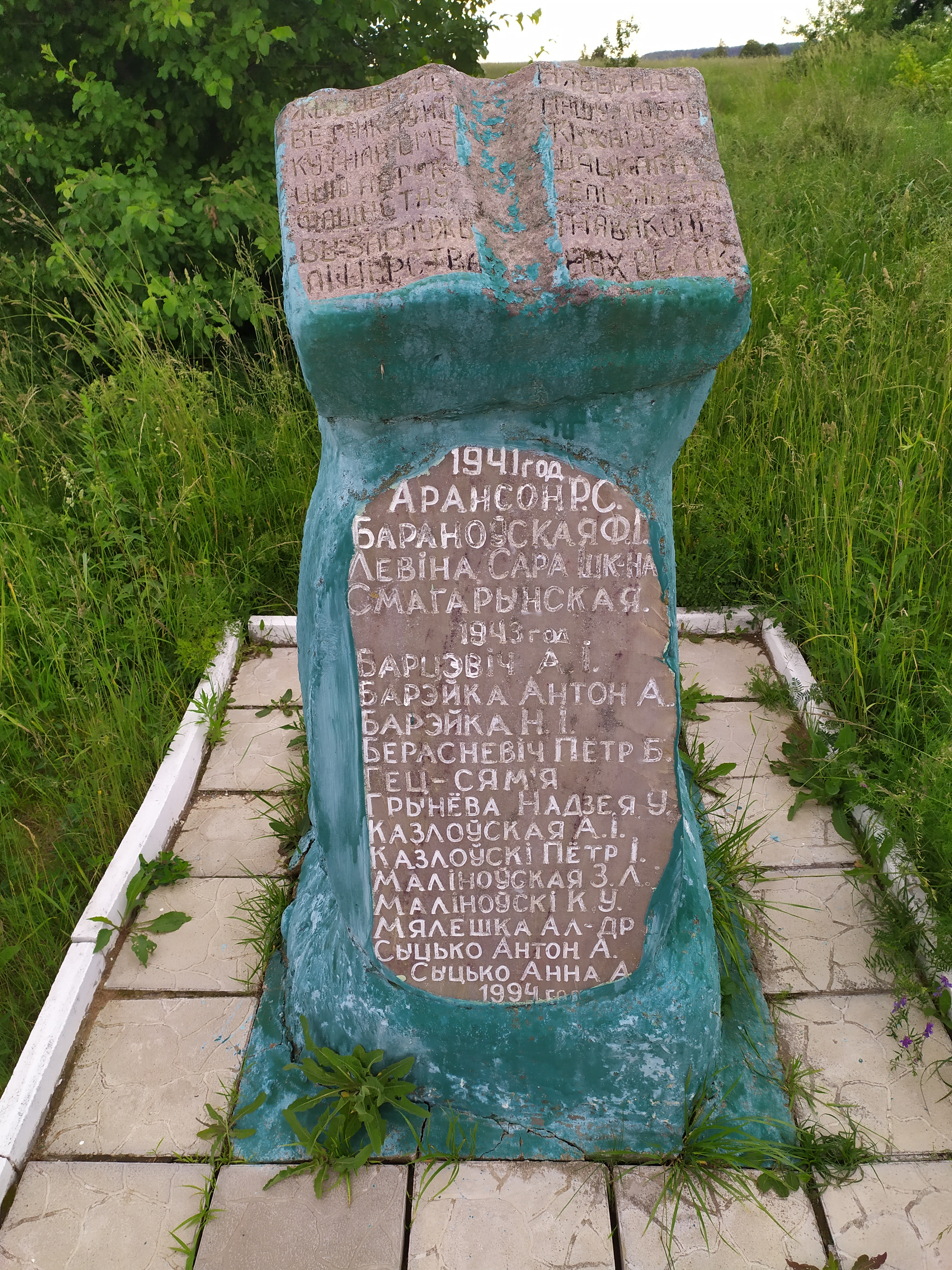
Памятник погибшим евреям

## Известные уроженцы, жители
- Бернштейн, Абрахам Моше (1866 — 1932) — кантор, хормейстер, композитор еврейской литургической и народной музыки, педагог, музыковед и прозаик.
- Довнар, Таисия Ивановна (род. 1944) — белорусский юрист. Профессор БГУ.
- Лупинович, Иван Степанович (1900 — 1968) — белорусский учёный.
- Киселёв, Владимир Николаевич (1931 — 2021) — белорусский краевед, кандидат экономических наук (1986).
- Климович, Наталья Анатольевна (род. 1963) — депутат.
- Микульчик, Александр Андреевич (1882 — после 1918) — белорусский поэт, автор «Белорусской марсельезы».
- Назарова, Анна Филипповна (1921 — 2000) — Герой Социалистического Труда.